# Die Büchse der Pandora (Drama)
Die Büchse der Pandora ist eine Tragödie in drei Aufzügen von Frank Wedekind. Sie ist die Fortsetzung von Wedekinds Tragödie Erdgeist. Beide Stücke wurden von Wedekind später als Bühnenfassung in einem Stück mit dem Titel Lulu. Tragödie in 5 Aufzügen mit einem Prolog. zusammengefasst.

## Entstehung
Handschriftliche erste Entwürfe Wedekinds zur späteren Lulu-Tragödie datieren vom Juli 1892. Im Jahre 1894 vollendete Wedekind die sog. Urfassung, das „Buchdrama“ Die Büchse der Pandora. Eine Monstretragödie, welches ursprünglich als fünfaktige klassische Tragödie angelegt war. Der 4. Akt dieser Urfassung spielte in einem Edelbordell, der 5. Akt in einer schäbigen Londoner Dachkammer. Wedekind ließ 1895, um möglichen Widerständen der Zensur zu begegnen, zuerst die drei ersten vergleichsweise harmlosen Akte drucken, vermehrt um einen weiteren Akt, dem später als neuen 3. Akt hinzugefügten Akt. Der hinzufügte 3. Akt diente dabei dramaturgisch dem besseren und tieferen Verständnis des 4. Aktes (ursprünglich 3. Akt), ähnlich wie später der 1. Akt in Die Büchse der Pandora.
Die Büchse der Pandora erschien in Buchform erstmals im Jahre 1902. Aufgrund der für die Jahrhundertwende ungewöhnlichen Deutlichkeit und Brutalität der Sprache schrieb Wedekind weite Passagen des Textes auf Englisch und Französisch.
1913 besorgte Wedekind eine einteilige Fassung in fünf Aufzügen als Bühnenfassung mit dem Titel Lulu. Tragödie in 5 Aufzügen mit einem Prolog., wobei Wedekind in dieser Zusammenfassung Einwände der Zensur berücksichtigte. Wedekinds Fassung von 1913 fasste dabei ältere Bearbeitungen von Erdgeist sowie zahlreiche Umarbeitungen von Die Büchse der Pandora zusammen. Beide Stücke Wedekinds wurden später auch für die Bühne in einer Bearbeitung von Kadidja Wedekind, Wedekinds Tochter, zusammengefasst und 1950 in Hamburg erstaufgeführt. In der Ausgabe der Gesammelten Werke von 1913 wurden die beiden Stücke jedoch in den getrennten Fassungen veröffentlicht.

## Inhalt
Der Titel Die Büchse der Pandora stellt eine Anspielung auf das Gefäß aus der griechischen Mythologie dar, auf die sagenhafte Büchse der Pandora. Zugleich trägt der Titel einen erotischen Subtext in sich, und dies in doppelter Hinsicht. Die Büchse, die Pandora selbst angeblich aus Neugier öffnete, und aus der das Böse der Welt hervortritt, kann als ihre Gebärmutter interpretiert werden, als Ort erster Kinder- und Mutterliebe. Der obszöne Beiklang des Titels verweist auch auf die Vagina, das „Zentrum von Begierde und sexueller Lust“, also auf den Körperteil der Frau, den die Figur Schigolch im 2. Aufzug als „Lulus Hönigtöpfchen“ beschreibt und der am Ende Gegenstand der bestialischen Schändung Lulus durch den Frauenmörder Jack the Ripper ist. Positiv konnotierte Deutungen der Büchse als Krug oder Gefäß, das Zeus den Menschen schenkte, damit sie das haben, was sie zum Leben brauchen, können ebenfalls nicht gänzlich ausgeschlossen werden.
Die beiden Stücke Erdgeist und Die Büchse der Pandora zeichnen den sozialen Lebensweg der Titelrolle Lulu, eines „weiblichen Triebwesens“. Frank Wedekind selbst charakterisierte Lulu so: „In meiner Lulu suchte ich ein Prachtexemplar von Weib zu zeichnen, wie es entsteht, wenn ein von der Natur reich begabtes Geschöpf, sei es auch aus der Hefe entsprungen, in einer Umgebung von Männern, denen es an Mutterwitz weit überlegen ist, zu schrankenloser Entfaltung gelangt.“ Während Erdgeist den sozialen Aufstieg Lulus schilderte, zeichnet Die Büchse der Pandora den sozialen Abstieg der Titelrolle nach und beschreibt somit „eine Lebenskurve von extremer Steilheit in beiden Richtungen“.
- Personen: Lulu – Schigolch – Alwa Schön, Schriftsteller – Rodrigo Quast, ein Zirkusathlet – Gräfin Geschwitz – Alfred Hugenberg, ein Gymnasiast – Marquis Casti-Piani – Kungu Poti, Prinz – Dr. Hilti, Privatdozent – Jack the Ripper. Diverse Nebenfiguren.
- Ort und Zeit: Prachtvoller Saal; Paris: Salon in weißer Stuckatur; London: Dachkammer. Ende des 19. Jahrhunderts.

Die Handlung beginnt wie in Erdgeist mit einem Prolog. In einer Buchhandlung unterhalten sich der Verleger, der Autor, der Leser und der Staatsanwalt über das neueste Werk des Autors, das der Staatsanwalt verbieten lassen will.
Das Drama setzt mit dem Ende von Erdgeist ein. Lulu wird von der in sie verliebten lesbischen Gräfin Geschwitz aus dem Gefängnis befreit. Auch der Gymnasiast Hugenberg hatte aus Liebe zu Lulu einen Befreiungsplan ausgearbeitet, kommt aber zu spät. Lulu flieht mit ihrem Anhang, dem alternden Gauner Schigolch, der möglicherweise ihr Vater ist, Dr. Schöns Sohn Alwa und dem Athleten Rodrigo nach Paris. Dort heiratet Lulu den mittlerweile aufgrund seines Erbes vermögenden Alwa Schön und führt ein Luxusleben. Von anderen Männern, wie etwa dem Marquis Casti-Piani, lässt sie sich umwerben. In Paris ist sie jedoch diversen Erpressungsversuchen ihrer ehemaligen Liebhaber, darunter auch Rodrigo, ausgesetzt. Lulu stiftet Schigolch zum Mord an Rodrigo an und muss schließlich vor der Polizei aus Paris fliehen. Lulus letzte Station ist London, wo sie dem Gewerbe der Prostitution nachgeht und als Strichhure den Lebensunterhalt für ihre Begleiter Alwa, Schigolch und die sie sklavisch liebende Gräfin Geschwitz verdient. Alwa wird von einem Kunden Lulus erschlagen. Lulu und die Gräfin Geschwitz enden schließlich als Opfer des Frauenmörders Jack the Ripper.

## Deutung
Das Drama ist eine psychologische Deutung von menschlichen Beziehungen. Wedekinds offene Darstellung der Triebgebundenheit des Menschen zielte auf eine Enttabuisierung der Sexualität und auf eine Öffnung der verfestigten Moralvorstellungen des Wilhelminischen Zeitalters und seiner gesellschaftlichen Konventionen, die die menschliche Natur in dieser Hinsicht völlig verleugneten. Die Büchse der Pandora ist damit zugleich eine Polemik gegen die Dramatiker des Naturalismus, insbesondere gegen Gerhart Hauptmann. Wedekinds Gestalten haben bis heute, insbesondere auch aufgrund ihrer Bühnenwirksamkeit, nichts von ihrer Schärfe und Prägnanz eingebüßt.
An Lulu, „als dem Archetypus der ungehemmten Natur“, zerbrechen alle bürgerlichen und gesellschaftlichen Konventionen. Lulu ist eigentlich ein sehr bedauernswertes Geschöpf, dem seit ihrer frühen Jugend nur Unrecht angetan wurde. Wie in einer griechischen Tragödie eskaliert die Handlung, der man eine gewisse Todessehnsucht nach einem besseren Leben nicht abstreiten kann. Wedekind beweist Mitleid mit dieser tiefunglücklichen Person, die von allen männlichen Protagonisten zur Projektionsfläche ihrer eigenen Träume und Wünsche wird. Die Literaturwissenschaftlerin Silvia Bovenschen fasst dies wie folgt zusammen: „Die Männer nehmen in Lulu lediglich die Spiegelbilder ihrer eigenen Weiblichkeitsvorstellungen wahr. Die Katastrophen setzen ein, wenn sich das Bild, das sie sich jeweils von Lulu gemacht haben, mit dem Handeln und der Erscheinungsform dieser Figur nicht mehr deckt, …“ Nur Dr. Schön gehört ihre ganze Liebe, an der sie aber ebenso zerbricht, wie an seinem Sohn. Sie erkennt, dass beide sie nur aus egoistischen Motiven lieben, und endet wieder in einem unerfüllten Dasein. Aus moderner Sicht ist diese Zeit fast unerträglich mit ihren gesellschaftlichen Abhängigkeitsfallen. Gräfin Geschwitz, ihre lesbische Anbeterin, laut Wedekind die eigentliche tragische Hauptgestalt, sagt eigentlich am deutlichsten die moralische Aussage des Stückes aus: Sie will Jura studieren, um den Frauen zu ihrem Recht zu verhelfen. 
Der Komponist Alban Berg fand insbesondere Gefallen daran, Opern um die Opfer schwerer juristischer Vergehen zu schreiben, mit dem Lulu-Stoff ist er sich sicher, die geeignete Fortsetzung für seinen Wozzeck gefunden zu haben. An Georg Büchners Drama Woyzeck, das ihn zu seinem Opernerstling Wozzeck inspirierte, hatte Berg vor allem die exemplarische Katastrophe des Mordfalles beeindruckt, und zwar „nicht nur das Schicksal dieses von aller Welt ausgenützten und gequälten armen Menschen, ... sondern auch der unerhörte Stimmungsgehalt der einzelnen Szenen.“ In seiner Oper Lulu geht Berg weit über die ironische Gesellschafts- und Kunstkritik der Wedekindschen Dramen hinaus, hin zu einem „erotischen Mysterium, das unentwegt aus Kreisläufen besteht.“ Faszinierend wirkt das unbewusst eingefangene Zeitkolorit, das aber auch heute noch in der modernen Gesellschaft ähnliche Phrasen benutzt.
Die Büchse der Pandora ist dabei, ganz im Sinne der Entstehungszeit, eine Weiterentwicklung der Dramen Arthur Schnitzlers und durchdrungen von den psychoanalytischen Erkenntnissen Sigmund Freuds.

## Aufführungen

### Uraufführung, Zensurprozess und Verbot
Die Uraufführung fand am 1. Februar 1904 vor geladenem Publikum im Intimen Theater in Nürnberg statt. Die Inszenierung besorgte der Regisseur und ehemalige Direktor des Deutschen Theaters München, Emil Meßthaler, der seit 1900 Leiter des Intimen Theaters in Nürnberg war. Wedekind, der nach längerem Zögern und einer gewissen Bedenkzeit einer szenischen Uraufführung zustimmte, überarbeitete den Text nochmals für die Bühne. Die Uraufführung war, trotz der damals in Nürnberg vergleichsweise liberalen Zensur, ein Theaterskandal. Eine für den Folgetag geplante zweite Vorstellung wurde von der Polizei verhindert. Am 29. März 1904 fand eine einmalige, geschlossene Aufführung im Münchner Schauspielhaus statt, die ein überwiegend negatives Presseecho fand. Am 23. Juli 1904 erhob die Münchner Staatsanwaltschaft Anklage gegen Wedekind und seinen Verleger Bruno Cassirer wegen Verbreitung unzüchtiger Schriften. Der anschließende Zensurprozess, der in drei Instanzen bis 1906 ausgefochten wurde, endete mit einem Freispruch Wedekinds und dem Verbot des Werks. Darauf bezog sich Wedekind 1907 in seinem Einakter „Die Zensur“ und in seinem zur „bereinigten“ Fassung der Büchse der Pandora geschriebenen Prolog in der Buchhandlung, der formal Goethes Vorspiel auf dem Theater parodierte.

### Weitere Aufführungen
Die Büchse der Pandora wurde im Mai 1905 in einer geschlossenen Vorstellung im Trianon-Theater in Wien aufgeführt. Tilly Newes, die spätere Ehefrau Wedekinds, übernahm die Titelrolle, Adele Sandrock die Gräfin Geschwitz. Weitere Aufführungen von Die Büchse der Pandora fanden 1911 am Modernen Theater in Berlin (Inszenierung: Albert Steinrück) und 1919 an den Hamburger Kammerspielen statt. Inszenierungen ab 1913 verwendeten in der Regel als Textgrundlage die Lulu-Fassung in einem Stück. Es folgten weitere Inszenierungen 1926 von Erich Engel am Schillertheater Berlin mit Gerda Müller und Fritz Kortner und 1928 von Otto Falckenberg am Münchner Schauspielhaus. Beide Regisseure verwendeten dabei eigene Bearbeitungen und Zusammenfassungen beider Stücke. Beide Stücke Wedekinds bildeten die stoffliche Grundlage für Alban Bergs 1937 als Fragment uraufgeführte Oper Lulu.
In West-Berlin übernahm 1952 Gisela Uhlen die Titelrolle am Schiller-Theater in einer Inszenierung von Oscar Fritz Schuh. Am Wiener Volkstheater inszenierte Gustav Manker das Stück 1960 innerhalb eines Wedekind-Zyklus mit Elfriede Irrall in der Titelrolle und Egon von Jordan (Schön) und Ernst Meister (Alwa).
Im Februar 1972 inszenierte Patrice Chéreau, mit Valentina Cortese am Piccolo Teatro in Mailand die Lulu unter Verwendung der von Kadidja Wedekind bearbeiteten Fassung. 1977 inszenierte Hans Neuenfels die Lulu am Schauspielhaus Zürich im Corso-Theater mit Elisabeth Trissenaar in der Titelrolle; im selben Jahr auch Dieter Dorn an den Münchner Kammerspielen mit Cornelia Froboess. 1979 erfolgte in Paris die Uraufführung der Oper Lulu in der von Friedrich Cerha ergänzten Fassung und Instrumentierung des 3. Aufzuges mit Teresa Stratas in der Titelrolle und Pierre Boulez am Dirigentenpult.
1981 folgte eine Inszenierung von Nicolas Brieger am Berliner Schiller-Theater mit Angelica Domröse. Im November 1981 inszenierte Roberto Ciulli die Lulu im Theater an der Ruhr. Als herausragende Aufführung, die erstmals die vollständige Urfassung des Stückes auf die Bühne brachte, gilt die Inszenierung der fünfaktigen Lulu 1988 am Schauspielhaus Hamburg unter der Regie von Peter Zadek mit Susanne Lothar (Lulu), Ulrich Wildgruber (Dr. Schön), Ulrich Tukur (Alwa), Jutta Hoffmann (Geschwitz), Paulus Manker (Casti Piani) und Uwe Bohm (Jack the Ripper) in den Hauptrollen. Die Inszenierung mit dem Bühnenbild von Johannes Grützke verlegte die Handlung in die Zeit nach dem Zweiten Weltkrieg. Die Deutlichkeit der Wedekindschen Dialoge fand ihre Entsprechung in der exzessiven Körpersprache der Bühnendarsteller, bis hin zur kompletten Nacktheit der Titelrolle.
Im Februar 2004 erfolgte die Premiere von Michael Thalheimers Inszenierung am Hamburger Thalia Theater mit Fritzi Haberlandt als Lulu.
Von April 2011 bis Juni 2013 wurde das Stück Lulu am Berliner Ensemble gespielt. Das Stück mit Angela Winkler in der Hauptrolle wurde von dem US-amerikanischen Regisseur und Bühnenbildner Robert Wilson inszeniert; die Musik schrieb Lou Reed.

### Film
Der Lulu-Stoff wurde bereits mehrfach verfilmt. 1917 unter dem Titel Lulu in Ungarn mit Erna Morena, 1921 und 1923 jeweils mit Asta Nielsen, 1921 unter dem Titel Die Büchse der Pandora und 1923 unter der Regie von Leopold Jeßner unter dem Titel Erdgeist. 1929 entstand der Film Die Büchse der Pandora mit Louise Brooks unter der Regie von Georg Wilhelm Pabst. 1962 verfilmte Rolf Thiele den Stoff unter dem Titel Lulu mit Nadja Tiller, O. E. Hasse und Hildegard Knef in den Hauptrollen. 1980 spielte Anne Bennent die Titelrolle in der Verfilmung Lulu von Walerian Borowczyk. In Lulu von 2006 spielte Jessica Schwarz die Hauptrolle.